# Marino Morosini
Marino Morosini (né à Venise en 1181, mort à Venise le 1er janvier 1253) est le 44e doge de Venise, élu en 1249.

## Biographie
Il y a peu d'informations sur Marino Morosini, si ce n’est qu’il est le fils de "meser Domenico" et a pour frère Zuan Alvise Morosini . Il épouse Romerica dont il n'a pas d'enfant sauf un qui est adopté. Il fait une grande carrière au sein de l'administration vénitienne et il devient rapidement ambassadeur ainsi que duc de Candie (actuellement la Crète), charge très prestigieuse.
À la mort du doge Jacopo Tiepolo, sa candidature se détache. Curieusement, malgré son ambition et l'importante influence politique qu'il peut exercer, il est élu à la majorité simple: 21 voix sur 41 votants. Son élection revêt de l'importance parce que c'est la première fois que le nombre des « grands électeurs » du doge atteint le seuil des 41, ce qui restera inchangé jusqu'à la chute de la république, alors qu'auparavant ils n'étaient que 40.

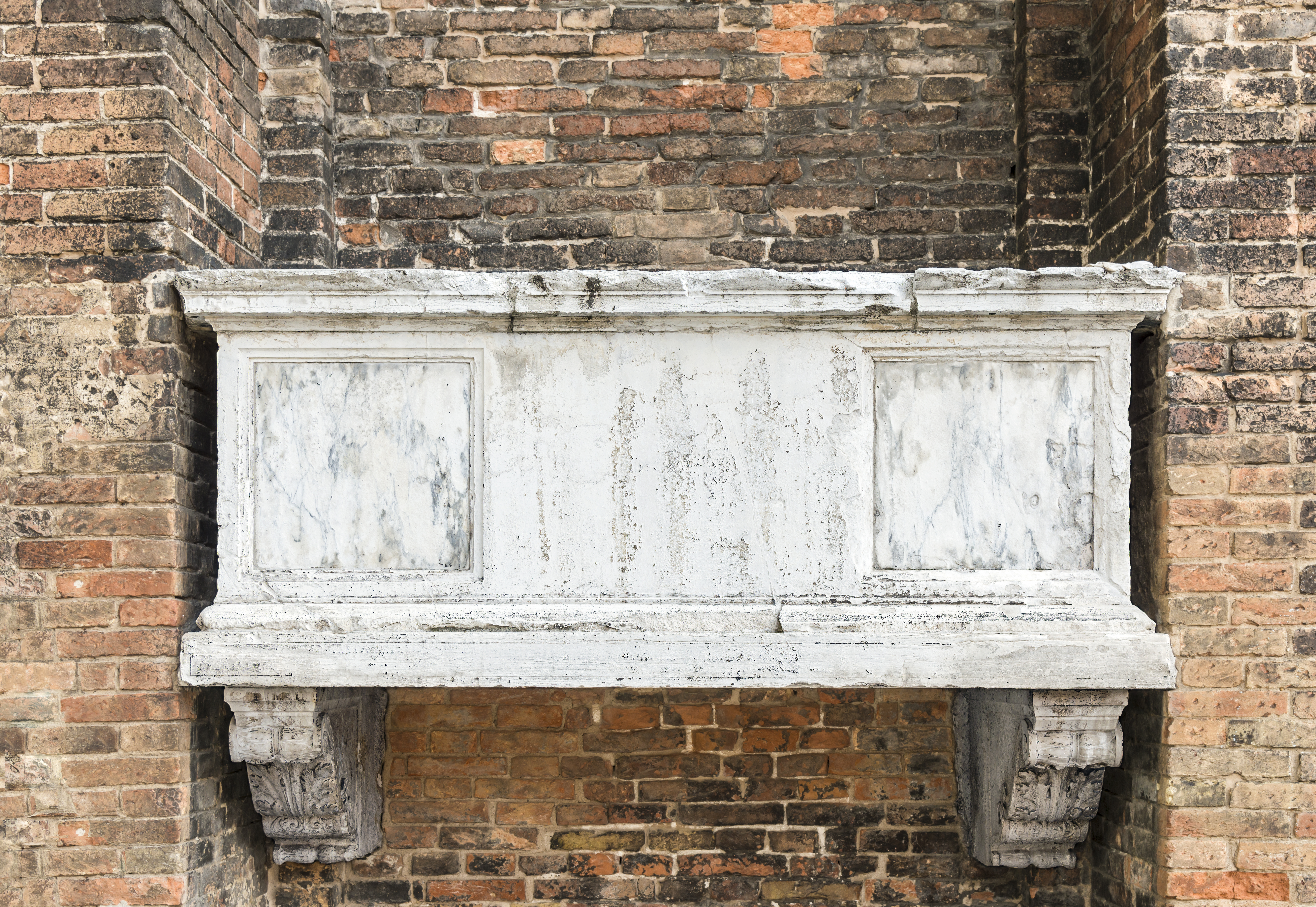
Tombeau de Marino Morosini

Cette mesure est mise en place pour éviter des égalités entre les différents candidats. Le nombre de voix passera ensuite à 25.
Son dogat, bref et tranquille, est marqué par un accord politique destiné à favoriser de nombreux accords commerciaux, ce qui est une politique permanente des doges qui se succèdent. De nombreuses mesures sont mises en place pour lutter contre la criminalité.
Pendant cette période, Louis IX commande une croisade contre l'Égypte. Ne voulant pas compromettre son accord commercial avec le sultan, Venise choisit de ne pas participer à la croisade.
Morosini cherche à améliorer les relations avec le Rome en faisant la concession d'accepter la création d'un tribunal d'inquisition à Venise, mais conserve le droit de nommer les juges. Néanmoins, la tension reste élevée entre le pape et Venise.
Marino Morosini tombe malade et meurt la nuit du 1er janvier 1253. Il est inhumé dans un tombeau sur la façade de la basilique de San Zanipolo.